# Bumalo indický
Bumalo indický (Harpadon nehereus) je asijská dravá ryba z čeledi ještěrohlavcovitých (Synodontidae). Je také znám jako „bummalo“ nebo „bombajská kachna“. Tato ryba obývá příbřežní oblasti na severu Indického oceánu a v dospělosti může na délku měřit až 40 centimetrů, průměrně však není delší než 25 centimetrů.

## Domorodé názvy
- bengálsky bamaloh, gudžarátsky બુમલો, sinhálsky බොම්බෙලි, urdsky بمبل مچھلی ‎

## Nomenklatura
Bumalo indický byl popsán v roce 1822 přírodovědcem Francisem Hamiltonem. Původ termínu „bombajská kachna“ je nejasný. Podle jedné populární etymologické teorie vznikla tato přezdívka v době, kdy se bumalo indický hojně lovil (60. léta 19. století) a sušené maso těchto ryb bylo přepravováno po celé Indii poštovními vlaky s názvem Bombay Daak (doslova „Bombajská pošta“). Zápach z masa byl velmi silný a byl s těmito vlaky rychle spojen. Následně zdomácněla fráze: „Smrdíš jako Bombay Daak!“. Odtud to byl už jen kousek k podobě „Smrdíš jako Bombay Duck!“ tedy jako bombajská kachna.
Nicméně, v Oxfordském slovníku se „bombajská kachna“ objevila už v roce 1850, tedy dva roky před vybudováním železniční dráhy vedoucí před Bombaj, po které vlaky Bombay Daak jezdily. Etymologové tudíž tuto teorii o páchnoucích vlacích neuznávají jako pravděpodobnou.
Podle domorodých Bangladéšanů byl termín „bombajská kachna“ poprvé použit Robertem Clivem (1725–1774), který ochutnal maso této ryby, když dobyl pro anglickou korunu Bengálsko. Maso prý chutnalo trochu jako kachna a vonělo štiplavě jako noviny nebo poštovní dokumenty pocházející z Bombaje. Termín byl později popularizován mezi britskou veřejností, když se bumalo indický začal objevovat na talířích v indických restauracích ve Velké Británii.

## Biologie
Po většinu roku obývají bumalové indičtí hlubší příbřežní mořské vody a žijí na písčitém či bahnitém dně, nicméně také se shromažďují během monzunů ve velkých hejnech v deltách řek, aby se krmili. Jsou to dravé ryby. Třou se šestkrát ročně. Dožívají se maximálně 5 let a pohlavně zralí jsou ve věku 1 roku.

## Výskyt, ohrožení
Bumalo indický žije v tropických oblastech Indo-Pacifiku. Ve velkém množství se tyto ryby loví ve vodách u Maháráštry v Lakadivském moři, pro místní jsou důležitým dílem ročního úlovku. Bumalo indický obývá také Bengálský záliv a Jihočínské moře, i když v menším počtu.
Podle kritérií IUCN se tato ryba řadí mezi téměř ohrožené živočichy. Hlavním důvodem je nadměrný rybolov a degradace estuárií.

## Gastronomie

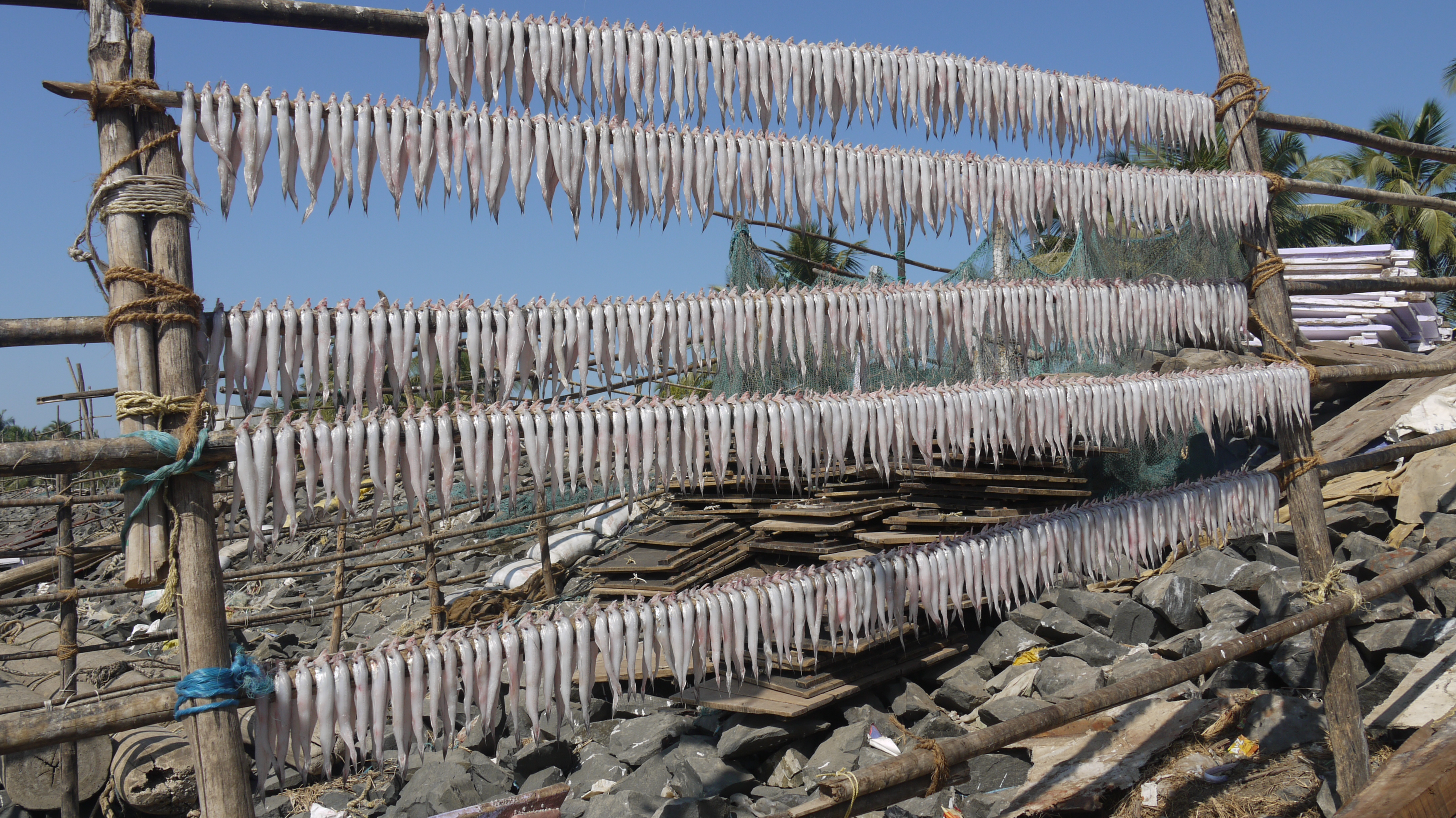
Sušení bumalů indických

Tyto ryby jsou často sušeny a před konzumací soleny, protože jejich maso nemá výraznou chuť. Při sušení je zápach z ryb extrémně silný a proto se obvykle přepravují ve vzduchotěsných nádobách. Bumalo indický je v některých částech Indie velmi populární součástí jídelníčku. Pokud se bumalo indický neusuší a nepodá se solí, je většinou usmažen nebo uvařen a podáván s kari, k tomuto účelu se používá čerstvé maso.

## Vývoz
V 90. letech 20. století se ve Velké Británii za rok průměrně zkonzumovalo 13 tun těchto ryb. Poté, co se ukázalo, že spousta dovážených mořských ryb je kontaminována salmonelou, byl v roce 1996 Evropskou komisí (ES) dovoz rybího masa z Indie zakázán. Výjimku mělo maso dovážené z vládou schválených konzerváren, které procházely přísnými kontrolami. Protože bumalo indický se nezpracovával v takových podnicích, nastal de facto zákaz jeho dovážení. V důsledku toho proběhla kampaň s názvem „Save Bombay Duck“ (Zachraňte bombajskou kachnu). Nejvyšší indická potravinářská komise se obrátila na ES s žádostí, aby byly upraveny předpisy a bumalo indický mohl být znovu dostupný na evropském trhu. Předpisy byly změněny: maso „bombajských kachen“ může být dále sušeno na čerstvém vzduchu přímo na plážích, ale musí být následně zabaleno do speciálních obalů schválených ES. Díky tomu se bumalo indický vrátil nejen na evropský trh, ale rozšířil se i na trh kanadský. Tato ryba je prodávána v kanadských městech, kde žijí větší indické menšiny, tedy například v Torontu a Montreálu. V Kanadě je tato ryba známá jako „bumla“.
Přestože bumalo indický jakožto jídlo je populární hlavně v Bengálsku, jižním Gudžarátu, Maháráštru, Goi a Karnátace, stále častěji je konzumován i v ostatních jihoasijských státech, zejména v Bangladéši.